# Heinrich Oberdiek
Heinrich Friedrich Wilhelm Oberdiek (* 7. August 1899 in Berlin; † 13. März 1986 in Freiburg im Breisgau) war ein deutscher Arzt und Sanitätsoffizier. Bei der Bundeswehr war er zuletzt Leiter des Wehrmedizinalamtes  und unter anderem im November und Dezember 1957 mit der Wahrnehmung der Geschäfte des Inspekteurs des Sanitäts- und Gesundheitswesens beauftragt.

## Leben
Oberdiek war der Sohn des Haushofmeisters Heinrich Oberdiek und dessen Ehefrau Wilhelmine geb. Gosemann. Er wurde 1905 eingeschult und besuchte von 1908 bis zum Abitur 1917 ein Realgymnasium.
Nach dem Abitur diente er während des Ersten Weltkriegs als Freiwilliger von März bis Dezember 1917 im Ersatz-Feldartillerieregiment Zossen der Preußischen Armee, dann bis März 1918 an der Feldartillerie-Schießschule in Jüterbog und bis Kriegsende beim Infanterie-Geschütz-Bataillon Nr. 12.

### Zwischenkriegsjahre
1919–1924 studierte er an der Friedrich-Wilhelms-Universität zu Berlin, der Albert-Ludwigs-Universität Freiburg und der Eberhard Karls Universität Tübingen Medizin. Von September bis Dezember 1924 war er Volontärassistent an der Medizinischen Universitätsklinik Tübingen. Im selben Jahr wurde er approbiert, im Januar 1925 zum Dr. med. promoviert. Im Anschluss war er als Volontärassistent an der Chirurgischen Poliklinik Berlin tätig. Im Mai 1925 wurde er bei der Reichswehr Unterarzt und Truppenarzt in der Sanitätsstaffel der 6. (Preußische) Sanitäts-Abteilung in Paderborn. Hier nahm er gleichfalls bis Dezember 1928 die Aufgabe als Abteilungsarzt am Standortlazarett und als Familienarzt des 18. Infanterie-Regiments und 15. (Preußisches) Reiter-Regiments im Standortlazarett Paderborn wahr. Es folgte die Verwendung als Standortarzt der Sanitätsstaffel und Regimentsarzt beim 11. (Preußisches) Reiter-Regiments Neustadt in Oberschlesien bis April 1930. Ab Mai 1930 war Oberdieck als Adjutant bis Dezember 1932 beim Divisionsarzt im Stab der 2. Kavallerie-Division in Breslau und danach bis Dezember 1934 beim Heeresgruppenarzt 1 in Berlin. Von Januar 1935 bis Dezember 1937 war er Jahrgangsoffizier an der wiedereröffneten Militärärztlichen Akademie zu Berlin. Bis April 1939 war er Standortarzt sowie Chefarzt des Standortlazaretts und Abteilungsarzt der Inneren Abteilung der Sanitätsstaffel und Standortlazarett Bad Kreuznach. Ab Mai war er Gruppenleiter der Personalabteilung für Sanitätsoffiziere in der Sanitätsinspektion beim Oberkommando des Heeres.

### Zweiter Weltkrieg
Im April 1940 wurde Oberdiek zum Oberfeldarzt befördert. Es folgte der Kriegseinsatz als Divisionsarzt bei der 16. Panzergrenadier-Division ab Dezember 1940. Im Februar 1943 wurde er zurückversetzt ins Heeresgruppenkommando, wo er als Gruppenleiter beim Heeresgruppenarzt bis Kriegsende tätig war.

### Nachkriegsjahre
In der Kriegsgefangenschaft im US-amerikanischen Internierungslager im tschechischen Eger  war er Referent beim ärztlichen Lagerleiter. Nachdem er am 17. Juni 1945 aus der Kriegsgefangenschaft entlassen wurde, praktizierte er ab Juli 1945 als Praktischer Arzt in Marktschorgast.
Im März 1956 trat er in die neu gegründete Bundeswehr ein, wo er im Dienstgrad Oberstarzt übernommen wurde und zunächst ab Juli als Referatsleiter im Bundesministerium der Verteidigung (BMVg) tätig war. Im Januar 1957 erfolgte die Übernahme als Berufssoldat. Aufgrund einer Dienstreise des Inspekteurs Theodor Joedicke in die Vereinigten Staaten vom 1. bis 17. November 1957 wurde Oberdiek für diesen Zeitraum mit der Wahrnehmung von dessen Dienstgeschäften beauftragt. Im November wurde er Amtschef des Wehrmedizinalamtes. Wegen einer weiteren Dienstreise des Inspekteurs nach Paris und Mittenwald und anschließenden Umzugsurlaub wurde er vom 3. bis 11. Dezember 1957 erneut mit der Wahrnehmung der Dienstgeschäfte des Inspekteurs des Sanitäts- und Gesundheitswesens beauftragt, kurz darauf am  20. Dezember 1957 zum Generalarzt befördert. Die Versetzung in den Ruhestand erfolgte am 31. März 1962.

## Familie
Oberdiek war verheiratet mit Anna Oberdiek geb. Jahn, mit der einen gemeinsamen Sohn hatte.

## Auszeichnungen
- Eisernes Kreuz (1914) II. Klasse am 9. August 1918[1]
- Wehrmacht-Dienstauszeichnung IV. und III. Klasse am 2. Oktober 1936[1]
- Ehrenzeichen des Deutschen Roten Kreuzes II. Klasse am 20. April 1939[1]
- Wiederholungsspange zum Eisernen Kreuz II. Klasse am 9. Juni 1941[1]
- Eisernes Kreuz (1939) I. Klasse am 30. Oktober 1941[1]
- Medaille Winterschlacht im Osten 1941/42 am 6. August 1942[1]
- Kriegsverdienstkreuz (1939) mit Schwertern am 20. April 1943[1]
- Deutsches Kreuz in Silber am 7. Mai 1945[1]